# Autonomismo
Autonomismo também conhecido como marxismo autonomista ou movimento autônomo, é uma corrente e teoria política da esquerda anticapitalista vinculado à esquerda libertária. Tem como principal característica enfatizar o poder de luta autônomo dos trabalhadores em relação ao capital e também em relação às organizações oficiais (p.ex. sindicatos e partidos políticos). Como sistema teórico identificável, surgiu pela primeira vez na Itália na década de 1960 a partir do operaísmo, tendo precedentes e sendo influenciado por grupos como o Socialismo ou Barbárie e a tendência Johnson-Forest, considerados precursores do movimento. Mais tarde, as tendências pós-marxistas e anarquistas tornaram-se mais significativas após a influência dos situacionistas, o fracasso dos movimentos de extrema-esquerda italianos na década de 1970 e o surgimento de uma série de teóricos importantes, incluindo Antonio Negri que contribuiu para a fundação em 1969 da Potere Operaio, bem como de Mario Tronti , Raniero Panzieri , Paolo Virno e Franco "Bifo" Berardi.
George Katsiaficas resume as formas de atuação dos movimentos autônomos dizendo que "em contraste com as decisões centralizadas e estruturas de autoridade hierárquicas das instituições modernas, os movimentos sociais autônomos envolvem as pessoas diretamente nas decisões que afetam suas vidas cotidianas, buscando expandir a democracia e ajudar os indivíduos a se libertarem das estruturas políticas e padrões de comportamento impostos de fora ". Isto envolveu um apelo à independência dos movimentos sociais dos partidos políticos numa perspectiva revolucionária que procura criar uma alternativa política prática tanto ao socialismo autoritário/estatal como à democracia representativa contemporânea.
O autonomismo influenciou vários movimentos alemães e holandeses e hoje é influente na Itália, França e, em menor medida, nos países de língua inglesa. Aqueles que se descrevem como autonomistas variam de marxistas a anarquistas e também pós-marxistas, a exemplo das elaborações tardias de Negri com as ideias de Gilles Deleuze e também o "projeto da autonomia" de Cornelius Castoriadis.  
Dentre os autores de destaque como influentes dentro dessa linha de pensamento podemos citar Antonio Negri, George Caffentzis, Adriano Sofri, Raniero Panzieri, Silvia Federici, C.L.R James, Raya Dunaevskaya, Maurice Brinton, Daniel Mothé, Cornelius Castoriadis, Grace Lee Bogs, João Bernardo, Karl Heinz Roth, dentre outros. 

## Etimologia
O termo autonomia ou autonome é composta de duas palavras gregas (αὐτο-, auto, "auto"; νόμος nomos , "lei"), daí quando combinado entendida como "aquele que dá de um si própria lei ". Autonomia, neste sentido, não é independência. Enquanto independência se refere a um tipo de vida autárquico, separado da comunidade, autonomia se refere à vida em sociedade, mas pelo autogoverno. Embora a noção de autonomismo fosse estranha aos gregos antigos, o conceito é endossado indiretamente por Aristóteles, que afirmava que apenas bestas ou deuses poderiam ser independentes e viver separados da polis ("comunidade"). 

## Teoria
Ao contrário de outras formas de marxismo, o marxismo autonomista enfatiza a capacidade da classe trabalhadora de forçar mudanças na organização do sistema capitalista independente do estado, sindicatos ou partidos políticos. Os autônomos estão menos preocupados com a organização político-partidária do que outros marxistas, concentrando-se, em vez disso, na ação auto-organizada fora das estruturas organizacionais tradicionais. O marxismo autônomo é, portanto, uma teoria "de baixo para cima": ele chama a atenção para atividades que os autonomistas veem como a resistência cotidiana da classe trabalhadora ao capitalismo, como absenteísmo, trabalho lento, socialização no local de trabalho, sabotagem, e outras atividades subversivas.
Como outros marxistas, os autonomistas consideram a luta de classes de importância central. No entanto, autonomistas têm uma definição mais ampla da classe trabalhadora do que os outros marxistas: assim como trabalhadores assalariados (ambos de "colarinho branco" e trabalhadores manuais), autonomistas também incluem nesta categoria os não remunerados (estudantes, desempregados, donas de casa, etc. ), tradicionalmente privados de qualquer forma de representação sindical.

Os primeiros teóricos como Mario Tronti , Antonio Negri, Sergio Bologna e Paolo Virno desenvolveram noções de "trabalho imaterial" e "trabalho social" que estendeu o conceito marxista de trabalho a toda a sociedade. Eles sugeriram que a riqueza da sociedade moderna era produzida por um trabalho coletivo irresponsável, e que apenas uma parte disso era redistribuída aos trabalhadores na forma de salários. Outros autonomistas italianos — especialmente feministas, como Mariarosa Dalla Costa e Silvia Federici — enfatizaram a importância do feminismo e o valor do trabalho feminino não remunerado para a sociedade capitalista. Michael Ryan, um estudioso do movimento, escreve:
A autonomia, como movimento e como teoria, se opõe à noção de que o capitalismo é um sistema irracional que pode ser racionalizado por meio do planejamento. Em vez disso, assume o ponto de vista dos trabalhadores, privilegiando sua atividade como a alavanca de passagem revolucionária e como apenas aquela que pode construir uma sociedade comunista. A economia é vista como algo inteiramente político; relações econômicas são relações políticas diretas de força entre sujeitos de classe. E é na categoria econômica do operário social, não em uma forma política alienada como o partido, que reside a iniciativa de mudança política.

## Por País

### França
Na França, o grupo marxista Socialismo ou Barbárie, liderado pelo filósofo Cornelius Castoriadis, pode ser considerado um dos primeiros grupos autonomistas. Socialismo ou Barbárie baseou-se na pesquisa ativista da tendência americana Johnson-Forest dentro das fábricas de automóveis dos Estados Unidos e realizou suas próprias investigações sobre as lutas dos trabalhadores comuns, lutas que eram autônomas da liderança sindical ou partidária. Também paralelo ao trabalho da Tendência Johnson-Forest, Socialismo ou Barbárie criticou duramente o regime na União Soviética, que considerava uma forma de "capitalismo burocrático" e nada do socialismo que afirmava ser. Filósofo Jean-François Lyotard também fez parte desse movimento. No entanto, a influência italiana do movimento operaísmo foi sentida mais diretamente na criação da revista Matériaux pour l'intervention (1972-1973) de Yann Moulier-Boutang, um economista francês próximo de Toni Negri. Isso levou, por sua vez, à criação do grupo Camarades (1974-78). Junto com outros, Moulier-Boutang ingressou no Centre International pour des Nouveaux Espaces de Liberté (CINEL), fundado três anos antes por Félix Guattari, e ajudou ativistas italianos acusados de terrorismo, dos quais pelo menos 300 fugiram para a França.
O movimento autônomo francês se organizou na AGPA (Assemblée Parisienne des Groupes Autonomes, "Assembleia Parisiense de Grupos Autônomos"; 1977-1978). Muitas tendências estiveram presentes nele, incluindo o grupo Camarades liderado por Moulier-Boutang, membros da Organization communiste libertaire, algumas pessoas se referindo ao "Desejo de Autonomia" de Bob Nadoulek, mas também posseiros e vendedores ambulantes (incluindo o grupo Marge). Autônomos franceses apoiaram ex-membros capturados da Facção do Exército Vermelho. Jean-Paul Sartre também interveio sobre as condições de detenção de detidos da RAF. O grupo militante Action directe surgiu em 1979 e realizou várias ações diretas violentas. Action Directe assumiu a responsabilidade pelos assassinatos do CEO da Renault , Georges Besse e o General Audran. George Besse havia sido CEO da empresa nuclear Eurodif . A Action Directe foi dissolvida em 1987.
Na década de 1980, o movimento autonomista passou por uma profunda crise na Itália por causa de um processo judicial efetivo por parte do Estado, e foi mais forte na Alemanha do que na França. Permaneceu presente em ocupações parisienses e em alguns distúrbios (por exemplo, em 1980 perto do Campus Jussieu em Paris, ou em 1982 no departamento de Ardennes durante manifestações antinucleares ). De 1986 a 1994, o grupo francês "Comité des mal logés" ocuparam vários edifícios da autoridade nacional de habitação social francesa para denunciar a cruel falta de alojamento para os trabalhadores, foram várias centenas e tomaram as suas decisões em assembleia democrática, com o apoio de todos os grupos autônomos de Paris, muitos deles trabalharam na prisão. Na década de 1980, os autonomistas franceses publicaram os periódicos CAT Pages (1981–82), Rebelles (1981–93), Tout! (1982-85), Molotov et Confetti (1984), Les Fossoyeurs du Vieux Monde , La Chôme (1984-85) e Contre (1987-89). Na década de 1990, o movimento autonomista francês estava presente nas lutas lideradas por desempregados, com Travailleurs, Chômeurs, et Précaires en colère (TCP, "Trabalhadores revoltados, desempregados e pessoas marginalizadas") e l'Assemblée générale des chômeurs de Jussieu ( "Assembleia Geral dos Desempregados de Jussieu"). Ele também foi envolvida no movimento altermundialista e, acima de tudo, em solidariedade com estrangeiros ilegais Colectivo Des Papiers pour tous ("permite para todos", 1996) e Colectivo Anti-expulsão (1998-2005). Vários periódicos autônomos datam dessa época: Quilombo (1988-93), Apache (1990-98), Tic-Tac (1995-97), Karoshi (1998-99).
De 19 a 28 de julho de 2002, um campo sem fronteiras foi construído em Estrasburgo para protestar contra as políticas anti-imigração, em particular dentro do espaço europeu Schengen. Em 2003, os autônomos entraram em conflito com o Partido Socialista Francês (PS) durante uma manifestação que ocorreu no âmbito do Fórum Social Europeu em Saint-Denis (Paris). No final de dezembro, centenas de desempregados se serviram no supermercado Bon Marché para poder comemorar o Natal (ação chamada "autoréduction" (de preços) em francês). Polícia de choque francesa (CRS) se opôs fisicamente aos desempregados dentro da loja. Autônomos se revoltaram durante os protestos da primavera de 2006 contra o CPE, e novamente após a eleição presidencial de 2007, quando Nicolas Sarkozy foi eleito. Em 11 de novembro de 2008, a polícia francesa prendeu dez pessoas, incluindo cinco que viviam em uma casa de fazenda em uma colina com vista para Tarnac, e as acusou de se associarem a uma "empresa terrorista" sabotando as linhas aéreas do TGV. Nove entre dez foram dispensados e apenas Julien Coupat, o suposto líder permaneceu sob custódia por cerca de um ano, acusado de "dirigir um grupo terrorista" pelo Ministério Público de Paris.

### Alemanha
Na Alemanha Ocidental, o grupo Autonome foi usado durante o final dos anos 1970 para representar a parte mais radical da esquerda política. Esses indivíduos participaram de praticamente todas as ações dos movimentos sociais da época, especialmente em manifestações contra usinas nucleares (Brokdorf 1981, Wackersdorf 1986) e em ações contra a construção de pistas de aeroportos (Frankfurt 1976-86). A defesa de agachamentos contra a polícia, como na Hafenstraße de Hamburgo , também foi uma "tarefa" importante para o movimento "Autonomen". O movimento anarquista holandês Autonomen da década de 1960 também se concentrou em ocupações ao modelo "squating".
As táticas do Autonomen eram geralmente militantes, incluindo a construção de barricadas ou o lançamento de pedras ou coquetéis molotov contra a polícia. Durante seus tempos mais poderosos no início da década de 1980, em pelo menos uma ocasião a polícia teve que fugir. Por causa de sua roupa (roupas pretas pesadas, máscaras de esqui, capacetes), os "Autonome" foram apelidados de Bloco Schwarze pela mídia alemã, e nessas táticas eram semelhantes aos modernos black blocs . Em 1989, as leis relativas às manifestações na Alemanha foram alteradas, proibindo o uso do chamado "armamento passivo", como capacetes ou estofamento e cobertura do rosto. Hoje, a cena "autônoma" na Alemanha é mais reduzida se concentrando principalmente no ações antifascistas, ecologia, solidariedade com os refugiados e feminismo . Ainda existem grupos maiores e mais militantes em operação, como na Suíça ou na Itália.

### Itália
O marxismo autônomo — conhecido na Itália como operaísmo — apareceu pela primeira vez na Itália no início dos anos 1960. Indiscutivelmente, o surgimento do autonomismo precoce pode ser atribuído à insatisfação dos trabalhadores do setor automotivo em Torino com seu sindicato, que chegou a um acordo com a FIAT . A desilusão desses trabalhadores com sua representação organizada, junto com os distúrbios resultantes (em particular os distúrbios de 1962 pelos trabalhadores da FIAT em Torino, "fatti di Piazza Statuto"), foram fatores críticos no desenvolvimento de uma teoria da representação auto-organizada fora do âmbito dos representantes tradicionais, como os sindicatos .
Em 1969, a abordagem operaismo estava ativa principalmente em dois grupos diferentes: Lotta Continua , liderada por Adriano Sofri (que tinha uma matriz cultural católica romana muito significativa ), e Potere Operaio , liderada por Antonio Negri , Franco Piperno , Oreste Scalzone e Valerio Morucci . Mario Capanna foi o líder carismático do movimento estudantil de Milão, que tinha uma abordagem marxista-leninista mais clássica .
Por meio de traduções disponibilizadas por Danilo Montaldi e outros, os autonomistas italianos basearam-se em pesquisas ativistas anteriores nos Estados Unidos pela tendência Johnson-Forest e na França pelo grupo Socialismo ou Barbárie. Os Johnson-Forest estudaram a vida da classe trabalhadora e as lutas dentro da indústria automobilística dos Estados Unidos, publicando panfletos como "The American Worker" (1947), "Punching Out" (1952) e "Union Committeemen and Wildcat Strikes" (1955) Essa obra foi traduzida para o francês pela Socialismo ou Barbárie e publicada, em série, em seu jornal. Eles também começaram a investigar e a escrever sobre o que estava acontecendo dentro dos locais de trabalho, no caso deles, tanto nas fábricas de automóveis quanto nas seguradoras.
O jornal Quaderni Rossi ("Cadernos Vermelhos"), produzido entre 1961 e 1965, e seu sucessor Classe Operaia (Classe Operária), produzido entre 1963 e 1966, também foram influentes no desenvolvimento do autonomismo inicial. Raniero Panzieri , Mario Tronti e Toni Negri foram alguns dos principais colaboradores. As rádios piratas também foram um fator de divulgação das ideias autonomistas. A Rádio Alice de Bolonha foi um exemplo de tal estação.
O movimento estudantil italiano, incluindo os Indiani Metropolitani (Índios Metropolitanos), a partir de 1966 com o assassinato do estudante Paolo Rossi por neo-fascistas na Universidade de Rom, engajou-se em várias operações de ação direta, incluindo motins e ocupações, junto com atividades mais pacíficas como como "autorredução", na qual os indivíduos se recusavam a pagar por serviços e bens como transporte público, eletricidade, gás, aluguel e alimentação. Vários confrontos ocorreram entre estudantes e a polícia durante as ocupações de universidades no inverno de 1967 e 1968, durante as ocupações da Fiat e em março de 1968 em Roma durante a Batalha de Valle Giulia .
Indiani Metropolitani foi uma pequena facção ativa no movimento de protesto da extrema esquerda italiana durante 1976 e 1977, nos chamados " Anos de Chumbo ". Os Indiani Metropolitani eram a ala chamada 'criativa' do movimento. Seus adeptos usavam pintura facial como a pintura de guerra dos nativos americanos e se vestiam como hippies. A ênfase estava no "stare insieme" (estar junto), na espontaneidade e nas artes, especialmente na música. O grupo atuou em Roma, durante a ocupação da universidade La Sapienza em 1977.
Em 11 de março de 1977, tumultos ocorreram em Bolonha após o assassinato do estudante Francesco Lorusso pela polícia. A partir de 1979, o estado processou efetivamente o movimento autonomista, acusando-o de proteger as Brigadas Vermelhas, que sequestraram e assassinaram Aldo Moro. Cerca de 12.000 ativistas de extrema esquerda foram detidos; 600 fugiram do país, incluindo 300 para a França e 200 para a América do Sul.
Tute Bianche foi um movimento social italiano militante, ativo de 1994 a 2001. Os ativistas cobriram seus corpos com acolchoamentos para resistir aos golpes da polícia, passar pelas linhas da polícia e marchar juntos em grandes blocos para proteção mútua durante as manifestações. O movimento dos tute bianche atingiu seu ápice durante os protestos contra o G8 em Gênova , em julho de 2001, com uma afluência de cerca de 10.000 manifestantes em um único "bloco acolchoado", ironicamente após uma decisão coletiva de ir sem o macacão branco. Pouco depois de Gênova, a Associação Ya Basta se desfez, com alguns segmentos se transformando em "Desobbedienti", que significa literalmente "Desobedientes". Esta filosofia inclui a ocupação e criação de ocupações e centros sociais autogeridos, ativismo antissexista, apoio aos direitos dos imigrantes e refugiados em busca de asilo político, bem como o processo de caminhar juntos em grandes formações durante as manifestações realizadas nas ruas, à força se necessário em caso de confrontos com a polícia.
No centro do movimento tute bianche estava a associação italiana Ya Basta, uma rede de grupos em toda a Itália que se inspirou no levante do Exército Zapatista de Libertação Nacional em Chiapas em 1994. Ya Basta teve origem principalmente nos centros sociais "autonomistas" de Milão, particularmente Centro Sociale Leoncavallo. Esses centros sociais surgiram do movimento da Autonomia italiana dos anos 1970 e 1980. Os movimentos tute bianche tiveram variações internacionais de um tipo ou de outro. Por exemplo, na Grã-Bretanha, um grupo que se autodenomina WOMBLES adotou a tática, embora a orientação política de WOMBLES diferisse do movimento italiano. Na Espanha, "Mono Blanco" foi a identificação adotada. A Primeira variante norte-americana do tute bianche, o NYC Ya Basta Collective (com sede em Nova York) usava macacão amarelo em vez de branco.

### No Brasil
No Brasil, o autonomismo se fez presente em diversos movimentos como influência direta ou indireta, como no caso de movimentos como o MPL - Movimento Passe Livre e nos primórdios do MST e MTST. 
Além de diversos circulares e coletivos como o informativo Bicho Mau e a revista Desvios.   

## Influências
Os movimentos autonomistas marxistas e autônomos em geral forneceram inspiração para alguns membros da esquerda revolucionária nos países de língua inglesa, particularmente entre os anarquistas, muitos dos quais adotaram táticas autonomistas. O movimento operaísmo italiano também influenciou acadêmicos marxistas como Harry Cleaver , John Holloway , Steve Wright e Nick Dyer-Witheford. Na Dinamarca e na Suécia, a palavra é usada como um termo geral para se referir aos anarquistas e à esquerda antiparlamentar em geral, como foi visto na cobertura da mídia sobre o despejo do squat de Ungdomshuset em Copenhagen em Março de 2007.
Os autonomistas circularam suas ideias em várias publicações no decorrer das décadas de 60 e 80 e até os dias atuais, como a revista inglesa Aufheben e o grupo Solidarity
Além de exercer influência em grupos recentes como o francês Tiqqun que publicou diversos livros na década de 2000. 

## Ver Também
- Tópicos no anarquismo
- Operaísmo
- Anarcocomunismo
- Comunismo de Conselhos
- Marxismo Libertário
- Socialismo ou Barbárie
- Esquerda Comunista
- Autogestão
- Democracia Direta
- Ocupação
- Occupy
- Exército Zapatista de Libertação Nacional